# Rexbo, Morsveden och Svedjelund
Rexbo, Morsveden och Svedjelund var en av SCB avgränsad och namnsatt småort i Falu kommun, Dalarnas län. Den omfattade bebyggelse i byarna Rexbo, Morsveden och Svedjelund i Bjursås socken, belägna ett par kilometer väster om Bjursås kyrka. Vid avgränsningen 2020 klassade SCB bebyggelsen som en del av tätorten Bjursås